# سراتن د خوارس
سراتن د خوارس (به اسپانیایی: Cerratón de Juarros) یک شهرستان در اسپانیا است.